# Saltasaurus
Saltasaurus loricatus
Genre
Espèce
Saltasaurus (terme signifiant « lézard du Salta », d'après une province d'Argentine) est un genre éteint de dinosaures sauropodes titanosauridés. Il a vécu en Amérique du sud, il y a environ 70 à 68 millions d'années, au Maastrichtien, la dernière période du Crétacé supérieur.

## Étymologie
Son nom signifie « lézard de Salta » , qui est la province d'Argentine où ont été découverts les premiers fossiles de Saltasaurus. Dans des sources secondaires, on rencontre parfois la forme erronée Saltosaurus et des confusions avec le Saltoposuchus ou le Saltopus (qui sont des espèces différentes).
Une seule espèce a été décrite, l'espèce type : Saltasaurus loricatus.

## Description
Il mesurait 12 mètres de long, 6 mètres de haut et pouvait peser jusqu'à 25 tonnes. Ce grand dinosaure avait une petite tête avec de longues dents en forme de cuillère[réf. nécessaire], semblables à celles du Diplodocus, couronnant un long cou. Les pattes étaient trapues et larges avec cinq doigts à chaque pied[réf. nécessaire]. Il avait une queue robuste qui se terminait en une extrémité mince formant ainsi une sorte de fouet. Il possédait une série de protubérances osseuses sur le dos, comme une armure, une particularité que l'on trouve chez peu d'autres espèces de sauropodes. Ces protubérances mesuraient en moyenne 10 à 12 centimètres de diamètre, parsemées d'arêtes et de trous[réf. nécessaire].
La structure des 6 vertèbres sacrum et de l'os iliaque est adéquate pour un animal qui a choisi une défense passive grâce à son armure dorsale[Quoi ?]. Le squelette axial est léger. Le tissu osseux qui constitue les vertèbres est spongieux, avec de grandes cavités qui étaient probablement remplies d'un tissu gras servant de réserve énergétique[réf. nécessaire].
L'animal n'était pas un très grand sauropode (le genre Brachiosaurus par exemple pouvait mesurer jusqu'à 23 m et peser près de 50 tonnes). C'était un sauropode très rare[réf. nécessaire]. Saltasaurus, comme les autres titanosauridés, ne pouvait pas se dresser sur ses pattes postérieures pour atteindre le sommet des arbres, contrairement au genre Diplodocus. Il réussissait quand-même, d'après les estimations faites à partir du squelette, à lever son cou à 6 mètres de hauteur, ce qui n'est pas négligeable.

### Œufs deSaltasaurus
Une grande zone de nidification a été découverte en 1997 et en 1999, par Luis Chiape, Rodolfo Coria et Lowell Dingus[réf. nécessaire]. La région fut appelée Auca Mahuevo, elle se trouvait en Patagonie, Argentine et fut gardée secrète afin de préserver les fossiles des saccageurs[réf. nécessaire].
Les œufs mesuraient environ 11 à 12 centimètres de diamètre et contenaient des embryons fossilisés, avec les marques de la peau (bien qu'il n'y ait pas traces de plumes ou d'épines dermiques)[réf. nécessaire]. La première "dent d'œuf" fossile a été découverte. Il s'agit d'une dent qui permettait aux petits saltasaurus de sortir de la coquille de l’œuf, à la manière des oiseaux, des crocodiles et des tortues actuels. Cette dent est d'origine mésodermique et non pas ectodermique. C'est une structure osseuse différente d'une vraie dent et se situant à l'extrémité plus dorsorostrale du museau.
La différence sur l'origine embryonnaire est un cas précis de convergence évolutive. La membrane testacea a été aussi préservée, collée à la coquille de l'œuf. Le lieu de la ponte avait une disposition similaire aux colonies de nidification des oiseaux et des tortues. Chaque nid était espacés de deux à trois mètres. Les nids rappellent ceux des crocodiles, qui sont formés par un monticule de végétation en cours de putréfaction qui dégagera de la chaleur pour l'incubation des œufs[réf. nécessaire].
Il semblerait que plusieurs centaines de femelles ont creusé des trous, déposé leurs œufs et enfin les ont enterrés sous la végétation et la poussière. Cela témoigne d'un comportement de groupe, qui, combiné à leur armure, pouvait leur permettre de se défendre contre de grands prédateurs comme Abelisaurus[réf. nécessaire].

## Découverte
Saltasaurus a été découvert en 1980 en Argentine. Les paléontologues José Fernando Bonaparte et Jaime Eduardo Powell ont retrouvé six squelettes incomplets. En 1975, une expédition paléontologique est organisée par la fondation Miguel Lillo et conduite par J. F. Bonaparte. Pendant deux ans, les fouilles se poursuivent grâce à l'appui de nombreuses organisations comme le CONICET, la Fondation Chapman, le Conseil d'Investigation de l'Université nationale du Tucumán. En 1977, Bonaparte rapporte la découverte et les caractéristiques géologiques de la région, notant la présence de sauropodes, carnosaures, Coelurosauria et d'oiseaux. La description du Saltasaurus est faite en 1980. De plus, des fossiles de cet animal sont découverts dans la formation d’Asencio (fin du crétacé) en Uruguay[réf. nécessaire].

## Changements des perceptions
Les paléontologues pensaient qu'au Crétacé les sauropodes n'étaient plus le groupe dominant de dinosaures herbivores, mais que les hadrosauridés, comme Edmontosaurus, étaient devenus bien plus répandus. La découverte de Saltasaurus vient contredire ces affirmations. En effet, sur d'autres continents comme l'Amérique du Sud et l'Afrique (qui étaient des îles-continents comme l'Australie actuelle) les sauropodes, et en particulier les titanosaures, continuaient d'être les herbivores dominants[réf. nécessaire].

## Dans la culture populaire
Malgré sa caractéristique première, à savoir ses plaques osseuses sur son dos, le saltasaure est peu populaire auprès du public, concurrencé par ses cousins plus grands comme le titanosaure et le brachiosaure. Il apparaît toutefois dans quelque médias :
- dans un épisode de la série documentaire Planète Dinosaure (2003) nommé Les œufs d'Alpha l'aventure suit la vie d'un saltasaure femelle du nom d'Alpha, de sa naissance à l’âge adulte ;
- le saltasaure apparaît dans la franchise Dinosaur King et dans la série adaptée de l'univers à partir de l'épisode 4 de la première saison Livré dans la jungle ;
- des saltasaures apparaissent dans le film Le Petit Dinosaure : Les Longs-Cous et le Cercle de lumière (2003) ;
- dans le second tome de la série Les Dinosaures en bande dessinée d'Arnaud Plumeri, Bamboo edition, l'une des planches présente le saltasaure, deux carnivores prennent ses plaques pour des boutons.